# Laurent Détouche
Pour les articles homonymes, voir Detouche.
Laurent Didier Détouche, né à Reims le 24 novembre 1816, et mort à Paris le 29 avril 1882, est un peintre d'histoire et de genre français.

## Biographie
Laurent Détouche fait ses études au collège de sa ville natale. Venu à Paris pour étudier le droit, il fréquente plus assidûment les musées de peinture que la faculté, et son goût pour l'art change complètement ses projets. Admis aux Beaux-Arts de Paris en 1838, il est élève dans l'atelier de Paul Delaroche.
Devenu un habile peintre de genre, il expose régulièrement ses sujets historiques et ses scènes de vie pittoresque au Salon de 1841 à 1880.
Il est le père du peintre Henry-Julien Détouche (1854-1913).

## Œuvres
- Orléans, musée des Beaux-Arts: 
  - Supplice de Jeanne d’Arc, Salon de 1841, huile sur toile, 217 x 270 cm (probablement brûlé dans l’incendie du musée en juin 1940)[1].